# Горобиевка (Черкасская область)
Гороби́евка (укр. Горобіївка) — село в Каневском районе Черкасской области Украины.
Население по переписи 2001 года составляло 422 человека. Занимает площадь 2,132 км². Почтовый индекс — 19050. Телефонный код — 4736.

## Местный совет
19050, Черкасская обл., Каневский р-н, c. Горобиевка